# موريسيو أوسمار رودريغيز بريتو
موريسيو أوسمار رودريغيز بريتو (بالبرتغالية: Maurício Osmar Rodrigues Britto‏) المعروف باسم موريسيو (مواليد 22 يونيو 1991 في البرازيل) هو لاعب كرة قدم برازيلي يجيد اللعب في مركز المهاجم. يلعب حاليا لصالح البحرين الذي ينافس في دوري الدرجة الثانية البحريني منذ 2021.